# Stuart (cràter)
Stuart és un cràter d'impacte en el planeta Venus de 68,6 km de diàmetre. Porta el nom de Maria Stuart (1542-1587), reina escocesa, i el seu nom va ser aprovat per la Unió Astronòmica Internacional el 1991.